# شهرستان مارکت (ویسکانسین)
شهرستان مارکت، ویسکانسین (به انگلیسی: Marquette County, Wisconsin) یک سکونتگاه مسکونی در ایالات متحده آمریکا است که در ویسکانسین واقع شده‌است.

## خصوصیات
شهرستان مارکت ۱٬۲۰۱٫۷۶ کیلومترمربع مساحت دارد.